# Casto Caruso
Casto Caruso (* 10. Oktober 1904 in Pomarico; † in Rom) war ein italienischer Diplomat.
Er war der Sohn von Pasqua De Cicco und Francesco Caruso einem Rechtsanwalt. Am 1. Juni 1939 heiratete er in Assisi Elena Schisa, ihre Tochter ist Franca Maria.

## Studium
1925 wurde er zum Doktor der Rechte an der Universität Neapel Federico II promoviert und studierte 1926 Politikwissenschaft, Wirtschaftswissenschaften und Sozialwissenschaft.

## Werdegang
1928 trat er in den auswärtigen Dienst. 1930 war er Gesandtschaftssekretär der italienischen Delegation zur 11 Vollversammlung des Völkerbundes in Genf.
Von 1932 bis Oktober 1935 war er Konsul in Damaskus im französischen Völkerbundmandat für Syrien und Libanon und investierte 7000 Italienische Lira in Öffentlichkeitsarbeit
Von Oktober 1935 bis 1939 wurde er in Rom als Privatsekretär von Galeazzo Ciano beschäftigt.
Vom 14. September 1939 bis 25. Juli 1943 hatte er Exequatur als Generalkonsul in Prag.
Vom 25. Juli 1943 bis 1945 war er Gesandtschaftssekretär erster Klasse in Bern.
Vom 7. November 1946 bis 1948 war er Generalkonsul in der Internationale Zone von Tanger.
Von 1948 bis 30. April 1951 war er in Rom, für den Servizio economico trattato (SET) weisungsbefugt.
Von 30. April 1951 bis 1. Juni 1954 war er Botschaftere in Den Haag.
Vom 1. Juni 1954 bis 1958 war er Botschafter in Athen.
Vom 15. Juni 1959 bis 1961 leitete er die Handelsabteilung im Außenministerium.
Von 1961 bis 1965 war er Vertreter der italienischen Regierung bei der Organisation für wirtschaftliche Zusammenarbeit und Entwicklung.
Vom 17. Juni 1967 bis 1. November 1969 war er Generaldirektor des Außenministeriums.

## Auszeichnungen
- 1936: Offizier des Sterns von Italien
- 1939: Komtur des Ordens der Krone von Italien
- 1941: Ritterorden der hl. Mauritius und Lazarus
- 1942: Skanderbeg-Orden
- 1942: Orden de Isabel la Católica
- 1955: Großoffizier des Verdienstorden der Italienischen Republik
- 1965: Großkreuz des Verdienstorden der Italienischen Republik
- Großkreuz des Phönix-Ordens
- Großkreuz des Orden von Oranien-Nassau
- Großkreuz des Ordens de Mayo Verdienstorden von Argentinien